# Marie Vassilieff
Marie Vassilieff (ros. Мария Ивановна Васильева trb. Marija Iwanowna Wasiljewa trl. Mariâ Ivanovna Vasil′eva, ur. 31 stycznia?/12 lutego 1884 w Smoleńsku, zm. 14 maja 1957 w Nogent-sur-Marne) – malarka francuska pochodzenia rosyjskiego.

## Życiorys
Studiowała w Petersburgu medycynę, lecz przeniosła się na Akademię Sztuk Pięknych. W roku 1907 dzięki otrzymanemu stypendium carycy wyjechała do Paryża, gdzie studiowała w pracowni Henri Matisse’a.
W roku 1910 wraz z innymi artystami rosyjskimi założyła w Paryżu Rosyjską Akademię Malarstwa i Rzeźby i została jej dyrektorką. Wskutek konfliktów w roku 1912 opuściła tę Akademię i założyła w swojej pracowni „Academie Vassilieff”, która wkrótce stała się miejscem spotkań emigrantów rosyjskich, ale też twórców awangardy francuskiej, jak Fernand Léger i Pablo Picasso. W okresie I wojny światowej Marie Vassilieff zorganizowała we własnej pracowni tanią stołówkę dla artystów.
W roku 1915 udała się do Rosji, gdzie wzięła udział w słynnej „0,10 – Ostatniej wystawie futurystycznej”.
Wystawiała swoje obrazy na paryskim Salonie Jesiennym i Salonie Niezależnych.
W latach dwudziestych tworzyła scenografię dla baletów szwedzkich, dla teatru Gezy Blattnera stworzyła marionetki, projektowała kostiumy i meble, namalowała freski w Cafe de la Coupole. W roku 1930 przeniosła się na Riwierę i przeżyła tam okres II wojny światowej.
W roku 1946 powróciła do Paryża. Zmarła w roku 1957 w domu artystów w Nogent-sur-Marne. Po jej śmierci w jej dawnej pracowni powstało Musée du Montparnasse.